# Chlumčany u Loun
Chlumčany (deutsch Klumtschan, auch Kluntschan, Chlumtschan) ist eine Gemeinde in Tschechien. Sie liegt vier Kilometer südöstlich des Stadtzentrums von Louny und gehört zum Okres Louny.

## Geographie
Chlumčany befindet sich am nördlichen Fuße des Džbán-Berglandes am Bach Smolnický potok. Nördlich erheben sich der Malý Chlum (283 m) und der Blšanský Chlum (273 m). Chlumčany liegt an der Bahnstrecke Praha–Most, die das Dorf in einer Schleife im Süden, Westen und Norden umfährt. Westlich tangiert die Staatsstraße I/7 von Louny nach Slaný den Ort.
Nachbarorte sind Blšany u Loun im Norden, Veltěže im Nordosten, Vlčí im Osten, Toužetín im Südosten, Smolnice im Süden, Brloh im Südwesten, Cítoliby im Westen sowie Louny im Nordwesten.

## Geschichte
Die erste schriftliche Erwähnung des Ortes erfolgte im Jahre 1316, als der Vladike Viktor von Chlumčany am Landesgericht als Zeuge auftrat. Seit 1354 lässt sich die Kirche des hl. Kliment nachweisen. Das Dorf war seit dem Mittelalter in mehrere Anteile aufgeteilt, die verschiedenen Herren gehörten und später an die Herrschaft Cítoliby gelangten. Am Südhang des Malý Chlum wird seit dem 14. Jahrhundert Wein angebaut. Möglicherweise bestand in Chlumčany eine Feste, jedoch bestehen dafür keine gesicherten Nachweise. Seit der Mitte des 18. Jahrhunderts nahm die Einwohnerzahl kontinuierlich zu. 1770 wurde die alte Kirche abgebrochen und im Jahre darauf mit einem barocken Neubau begonnen. 1787 bestand das Dorf aus 27 Häusern. Im Jahre 1797 erwarb Jakob Wimmer von Wimmersberg die Herrschaft Cítoliby. 1802 kaufte das Fürstenhaus Schwarzenberg die Güter. Nachfolgend wurde der zum Erliegen gekommene Weinbau wieder aufgenommen. Wegen schlechter Erträge ist der Weinberg einige Jahre später wieder aufgegeben worden und aus der Taverne wurde eine Schenke.
Nach der Aufhebung der Patrimonialherrschaften bildete Chlumčany/Chlumczan ab 1850 eine politische Gemeinde im Bezirk Louny. 1858 gründete der Fürst zu Schwarzenberg eine Zuckerfabrik. Im Jahre 1872 wurde die Eisenbahn von Chlumčany nach Most eingeweiht. Im Jahre darauf wurde die Strecke über Slaný nach Prag fertiggestellt. Die Güter gehörten bis zur Bodenreform von 1924 zum Dominium der Fürsten zu Schwarzenberg. Seit 1961 ist Vlčí ein Ortsteil von Chlumčany.
Chlumčany ist heute der einzige Ort im Okres Louny, in dem Weinbau betrieben wird. In Chlumčany besteht der Weinkeller Liederhaus.
Das Bahnwärterhaus am alten Bahnübergang Krejcárka an der Prager Straße ist der Handlungsort des 1926 erschienenen Romans Hlídač č. 47 von Josef Kopta.

## Gemeindegliederung
Die Gemeinde Chlumčany besteht aus den Ortsteilen Chlumčany (Klumtschan) und Vlčí (Wltsch, 1939–45 Wolfsried), die zugleich auch Katastralbezirke bilden.

## Sehenswürdigkeiten

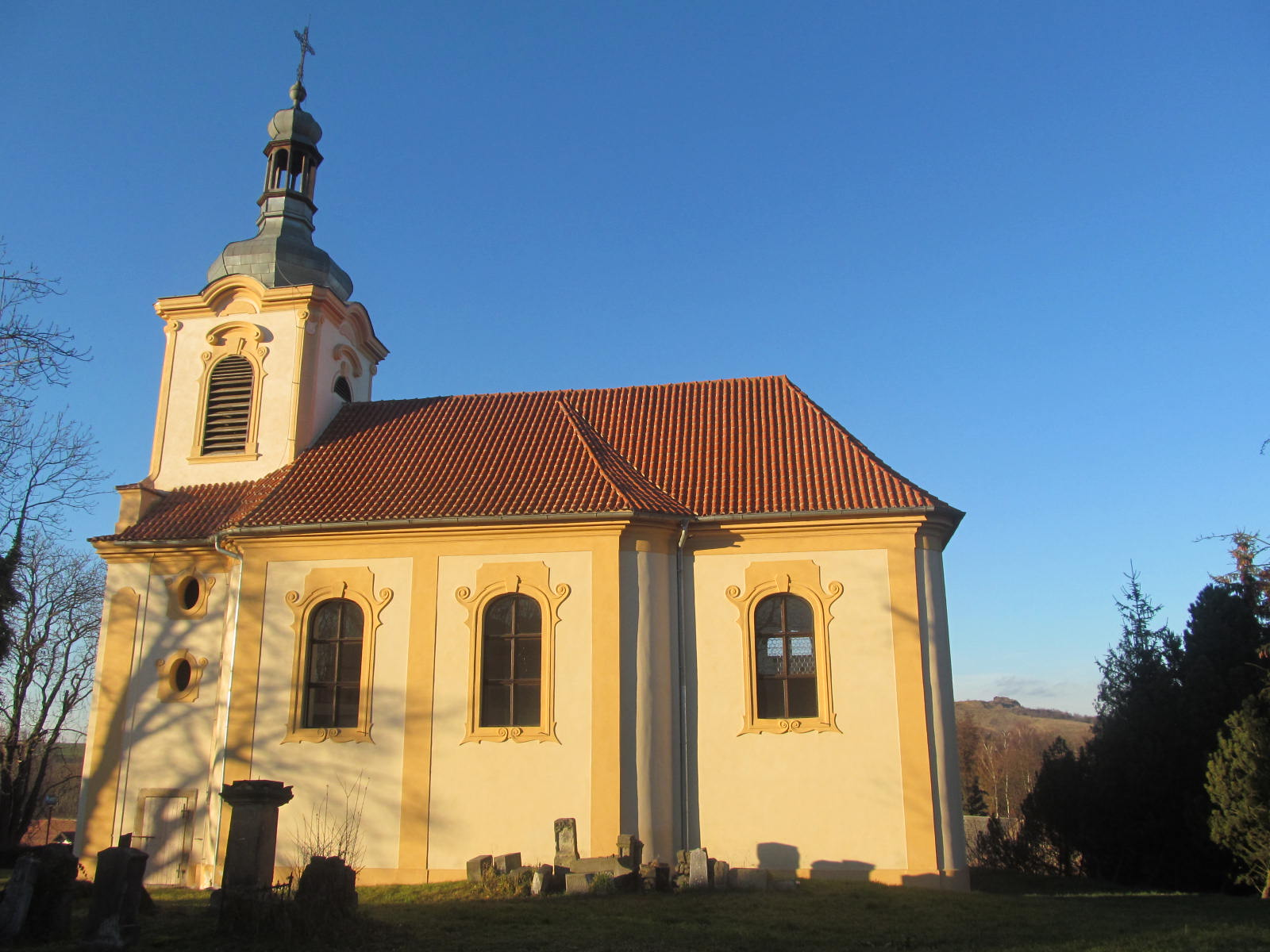
Kirche des hl. Kliment

- Kirche des hl. Kliment, spätbarocker Bau aus den Jahren 1771–1774, der Turm stammt aus dem Jahre 1825
- Schwarzenbergische Zuckerfabrik, errichtet 1858
- barocke Statue des hl. Johannes von Nepomuk, geschaffen 1790
- Kapelle des hl. Wenzel in Vlčí, der neoromanische Bau wurde 1903 von Eduard Sochor geschaffen

## Söhne und Töchter der Gemeinde
- Eduard Sochor (1862–1947), tschechischer Architekt, geboren in Vlčí